# Star Lake (Nueva York)
Star Lake es un lugar designado por el censo ubicado en el condado de St. Lawrence en el estado estadounidense de Nueva York. En el año 2000 tenía una población de 860 habitantes y una densidad poblacional de 75 personas por km².

## Geografía
Star Lake se encuentra ubicado en las coordenadas 44°9′36″N 75°1′58″O / 44.16000, -75.03278.

## Demografía
Según la Oficina del Censo en 2000 los ingresos medios por hogar en la localidad eran de $34,083, y los ingresos medios por familia eran $42,292. Los hombres tenían unos ingresos medios de $40,789 frente a los $21,806 para las mujeres. La renta per cápita para la localidad era de $18,310. Alrededor del 21% de la población estaban por debajo del umbral de pobreza.